# Horário da África Ocidental
|  | UTC−01:00           | Horário de Cabo Verde                                                                  |
|  | UTC±00:00           | Tempo Médio de Greenwich                                                               |
|  | UTC±00:00 UTC+01:00 | Horário da Europa Ocidental Horário de Verão da Europa Ocidental                       |
|  | UTC+01:00           | Horário da África Ocidental / Horário da Europa Central                                |
|  | UTC+01:00 UTC+02:00 | Horário da África Ocidental Horário de Verão da África Ocidental                       |
|  | UTC+02:00           | Horário da África Central / Horário Padrão da África do Sul / Horário do Leste Europeu |
|  | UTC+03:00           | Horário da África Oriental                                                             |
|  | UTC+04:00           | Horário da Maurícia Horário das Seychelles                                             |

Horário da África Ocidental, West Africa Time, ou WAT, é um fuso horário usado no oeste e centro-oeste da África (mas não nos países a oeste de Benim, que em vez disso usam GMT). A zona é uma hora antes do UTC (UTC+1), o que torna o mesmo que Horário da Europa Central.
Como a maior parte deste fuso horário está na região equatorial não há nenhuma mudança significativa no comprimento dia durante todo o ano, assim horário de verão, não é observado. A exceção a isso é Namíbia, que se desloca para o Horário de Verão da África Ocidental (UTC+2) nos meses de Verão, de setembro a abril.
O Horário da África Ocidental é usado pelos seguintes países:
- Argélia
- Angola
- Benim
- Chade
- Camarões
- República Centro-Africana
- Congo
- República Democrática do Congo (oeste)
- Guiné Equatorial
- Gabão
- Marrocos
- Níger
- Nigéria
- Tunísia